# Baktschar (Ort)
Baktschar (russisch Бакча́р) ist ein Dorf (selo) in der Oblast Tomsk in Russland mit 6128 Einwohnern (Stand 14. Oktober 2010).

## Geographie
Der Ort liegt knapp 200 km Luftlinie westnordwestlich des Oblastverwaltungszentrums Tomsk im südöstlichen Teil des Westsibirischen Tieflands. Er befindet sich am rechten Ufer der Galka, die etwa 15 km nordöstlich in den namensgebenden rechten Tschaja-Quellfluss Baktschar mündet.
Baktschar ist Verwaltungszentrum des Rajons Baktscharski sowie Sitz der Landgemeinde Baktscharskoje selskoje posselenije, zu der außerdem die Dörfer Bolschaja Galka (12 km südsüdwestlich), Perwomaisk (11 km ostsüdöstlich) und Tschernyschewka (5 km südwestlich) gehören.

## Geschichte
An Stelle des späteren Ortes wurde 1918 von einer Familie Seliwanow eine Hofstelle (saimka) errichtet, die sich in den 1920er-Jahren zu einem Dorf entwickelte und Seliwanowka genannt. Seit 1931 trägt das Dorf seinen heutigen Namen nach dem nahen größeren Fluss. 1936 wurde es Verwaltungssitz eines nach ihm benannten Rajons.

### Bevölkerungsentwicklung
| Jahr | Einwohner |
| ---- | --------- |
| 1939 | 3826      |
| 1959 | 4961      |
| 1970 | 5576      |
| 1979 | 6383      |
| 1989 | 7308      |
| 2002 | 7174      |
| 2010 | 6128      |

Anmerkung: Volkszählungsdaten

## Verkehr
Nach Baktschar führt die Regionalstraße 69K-7 (ehemals R399), die im gut 120 km entfernten Kargala bei Melnikowo von der 69K-2 Tomsk – Kolpaschewo abzweigt. Von Baktschar führt die Straße weiter als 69K-6 zur gut 15 km westlich fließenden Andarma, dann diese, den Parbig und die Tschaja abwärts zum nördlich benachbarten, etwa 100 km Luftlinie entfernten Rajonzentrum Podgornoje, östlich von dem sie dann wieder an die 69K-2 anschließt.
Die nächstgelegene Bahnstation befindet sich im Oblastzentrum Tomsk.